# Diaea circumlita
Diaea circumlita är en spindelart som beskrevs av Ludwig Carl Christian Koch 1876. Diaea circumlita ingår i släktet Diaea och familjen krabbspindlar. Inga underarter finns listade i Catalogue of Life.